# 滇南蒲桃
滇南蒲桃（学名：Syzygium austroyunnanense）为桃金娘科蒲桃属下的一个种。

## 扩展阅读
- 維基物種上的相關：滇南蒲桃